# NGC 6925
NGC 6925 = (IC 5015?) ist eine Spiralgalaxie mit ausgedehnten Sternentstehungsgebieten vom Hubble-Typ Sbc im Sternbild Mikroskop am Südsternhimmel. Sie ist schätzungsweise 127 Millionen Lichtjahre von der Milchstraße entfernt und hat einen Durchmesser von etwa 165.000 Lichtjahren.
Die Typ-IIb-Supernova SN 2011ei wurde hier beobachtet.
Das Objekt wurde am 31. Juli 1834 von John Herschel entdeckt.

## NGC 6925-Gruppe (LGG 437)
| Galaxie   | Alternativname | Entfernung/Mio. Lj |
| --------- | -------------- | ------------------ |
| NGC 6923  | PGC 64884      | 128                |
| NGC 6925  | PGC 64980      | 127                |
| IC 5020   | PGC 64845      | 139                |
| PGC 64895 | ESO 462-31     | 119                |